# Necrópolis tebana
La Necrópolis tebana es una zona de la orilla oeste del Nilo, frente a Tebas, en Egipto. Se utilizó en gran parte para entierros de reyes y nobles, especialmente durante el Imperio Nuevo.
A lo largo del tiempo se usaron distintos emplazamientos: Así surgieron el Valle de los Reyes y el de las Reinas; los nobles conseguían un lugar cerca de su faraón, pero durante la dinastía XVIII construyeron tumbas preferentemente en Dra Abu el-Naga y Qurna, y los artesanos que trabajaban en los templos funerarios y las tumbas de los faraones se construyeron las suyas propias en el llamado Valle de los Artesanos.
La mayoría de las tumbas están situadas en la orilla izquierda del Nilo, ya que el Duat se creía que estaba en el oeste.

## Tumbas

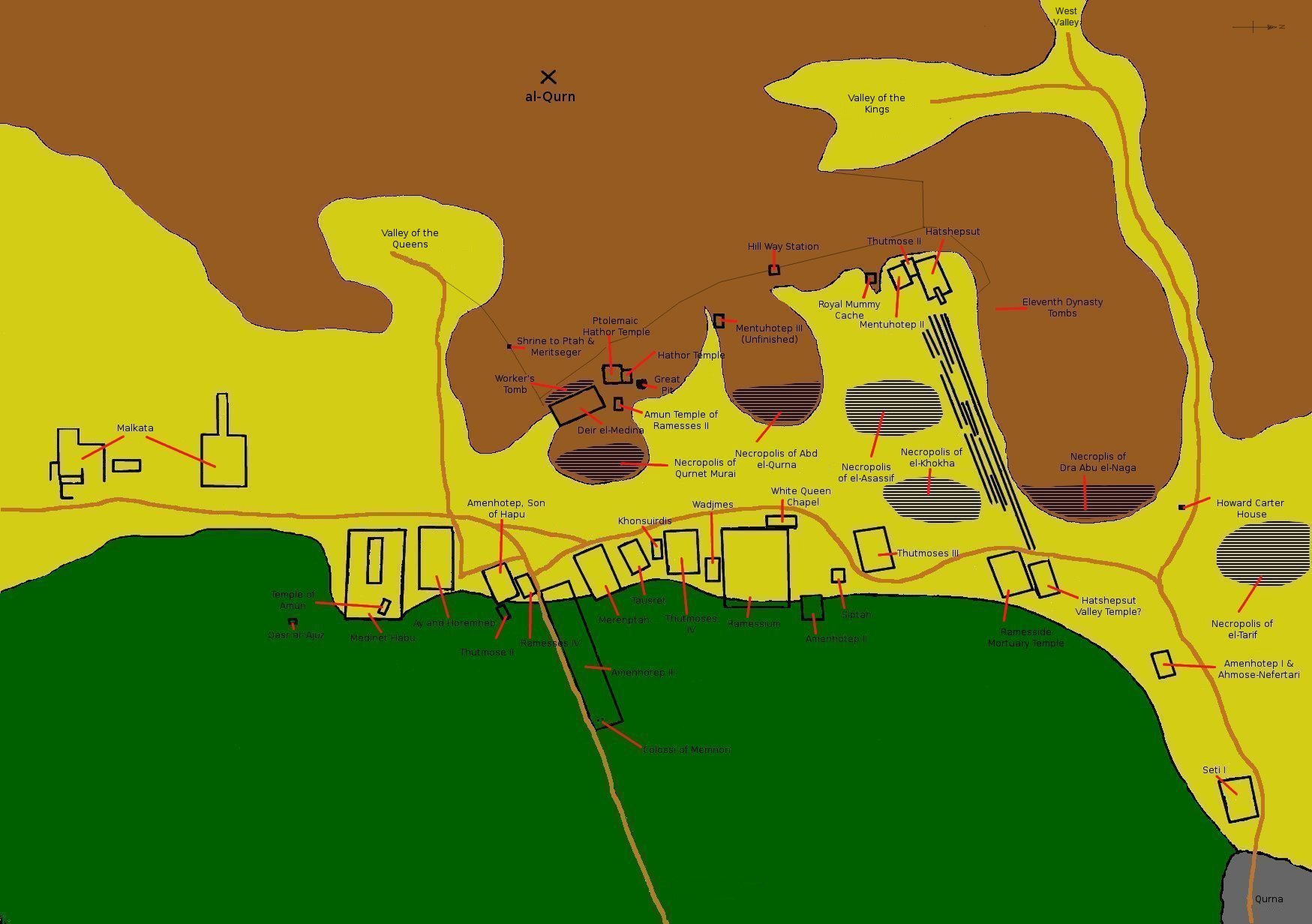
Mapa de las distintas necrópolis tebanas. El valle que se ve arriba a la derecha, alejado del río, es el de los Reyes.

Las tumbas constan de dos partes: la tumba en sí y un monumento funerario excavado en la roca con fachadas verticales, speos; algunos de estos speos, además de la parte inferior tallada en la roca, tenían una zona superior construida con piedras y adobes. Como adornos se usaban conos funerarios, adornos de barro cocido o pequeñas pirámides, generalmente con inscripciones.
La tumba se excavaba en el suelo, haciendo un pozo en la roca de suficiente tamaño como para permitir el paso del sarcófago; de su parte inferior partía un corredor que llevaba hastas las cámaras funerarias, donde se colocaba el o los sacófagos y el ajuar funerario, y después se bloqueaba el acceso.
El santuario está situado encima, excavado en horizontal en la roca. Consta de un corredor al final del cual está la sala, decorada más o menos según el status social de la familia. Allí se colocaban figuras del muerto y su esposa, e imágenes de sus padres e hijos. Delante del speos se dejaba un patio abierto, donde se realizaban los últimos ritos antes de la inhumación, como la apertura de la boca. La gran mayoría de las tumbas tienen el patio destruido por el paso del tiempo.
A partir de Tutmosis I, los faraones empezaron a construir sus santuarios lejos de las tumbas para proteger éstas del expolio. De este modo construyeron grandes templos funerarios, que llamaron Casa del millón de años, los más famosos de los cuales son el de Hatshepsut, construido por Senenmut, y el de Ramsés II, llamado por Champollion Ramesseum. Las tumbas las construyeron en el Valle de los Reyes, haciendo lo mismo con las reinas y los príncipes en el de las Reinas, ocultas y agrupadas, y por lo tanto más fáciles de vigilar.

### Identificación
Las tumbas se identifican, en general, con dos letras seguidas de un número que indica el orden de su descubrimiento:
- KV: tumbas en el Valle de los Reyes (Kings' Valley). Algunas de ellas llevan las letras WV (West Valley, pero mantienen el número que les corresponde.
- QV: tumbas el Valle de las Reinas (Queens' Valley).
- TT: resto de las tumbas (Theban Tombs), aunque algunas tienen las letras DB (Deir el-Bahari), manteniendo la numeración.

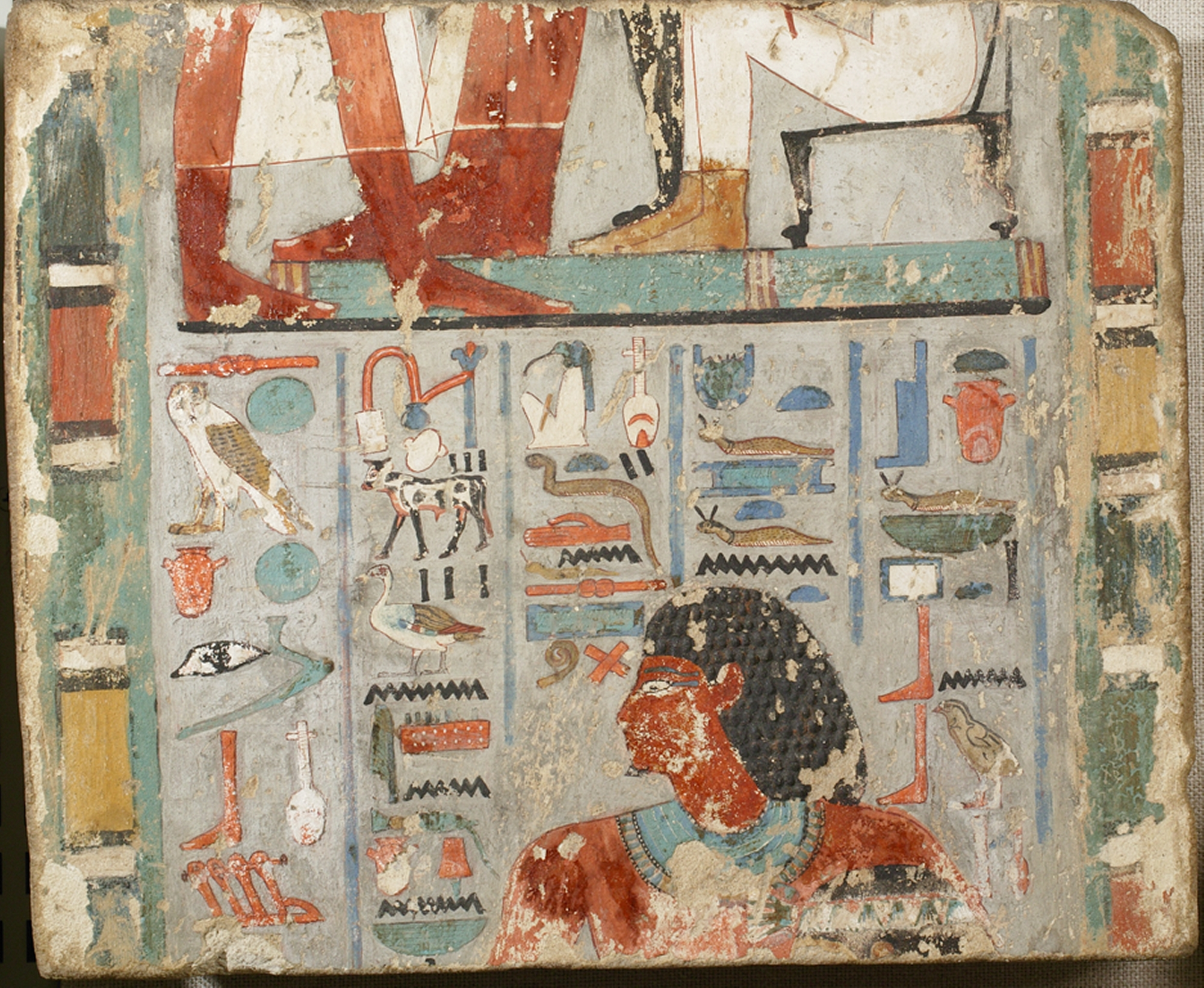
Fragmento de una jamba de la puerta de la tumba A.6 en el Valle de Dra Abu el-Naga.

Existen tumbas descubiertas que, en su momento, fueron descritas en publicaciones pero que con el tiempo se ha perdido su ubicación exacta. Para ellas se ha establecido una identificación en función de la necrópolis del valle donde se encontraban, utilizando la letra A, B, C o D, seguida de un punto y un número correlativo.
- Valle A, Dra Abu el-Naga
- Valle B, El-Joja
- Valle C, Sheij Abd el-Qurna
- Valle D, Qurnet Murai

## Templos funerarios reales
- En Deir el-Bahari
  - Templo funerario de Hatshepsut

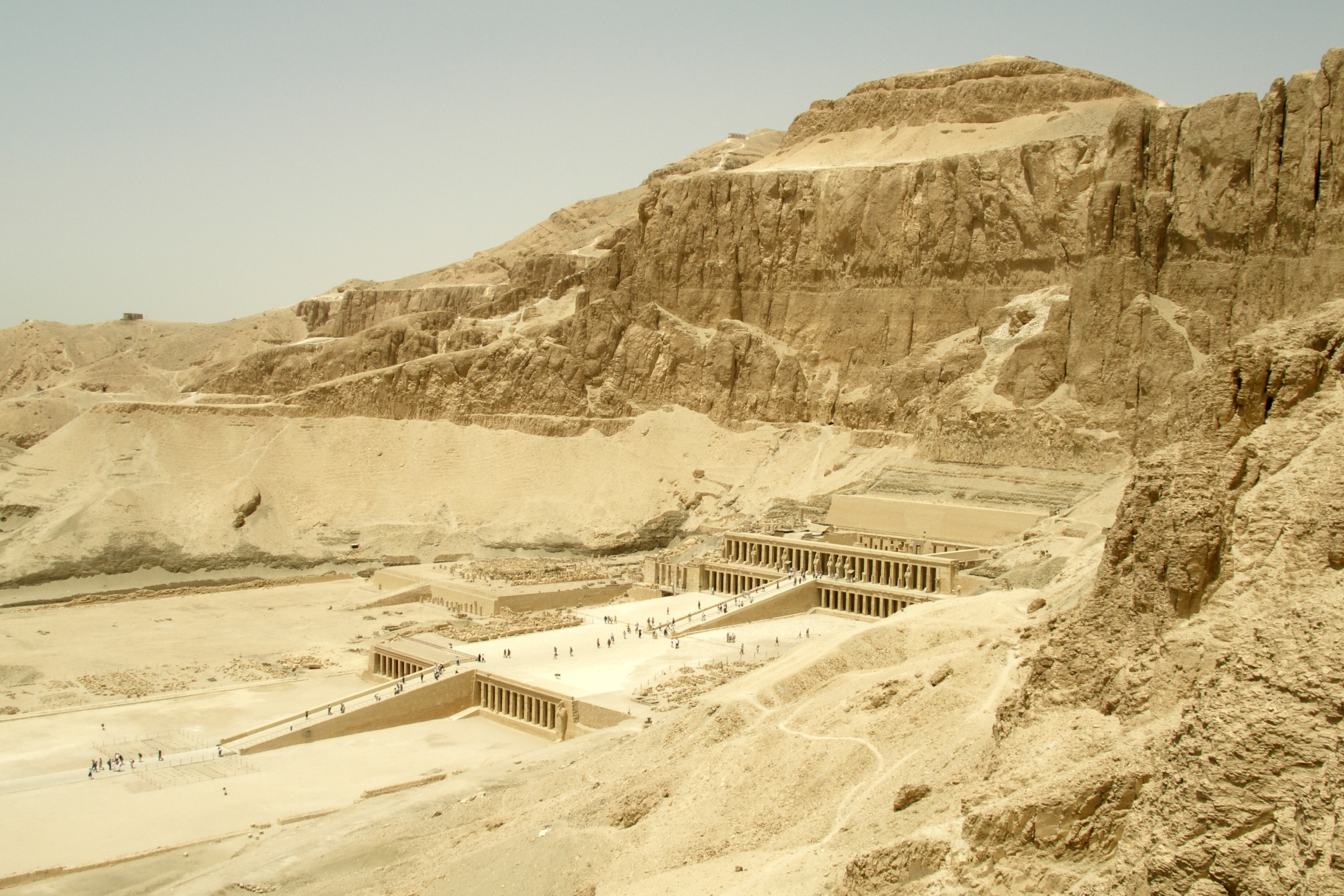
Templo funerario de Hatshepsut en Deir el-Bahari.

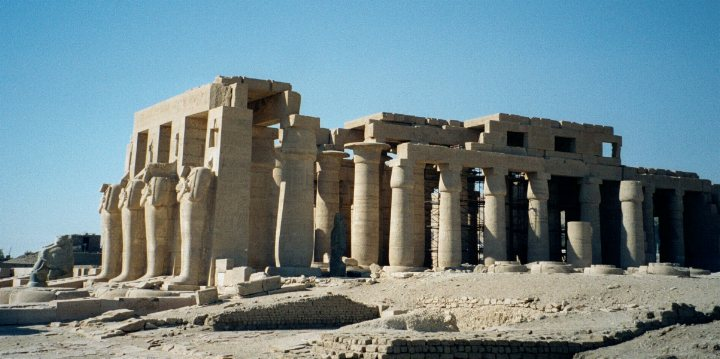
Restos del Ramesseum.

  - Templo funerario de Mentuhotep II
  - Templo funerario de Tutmosis III

- En Medinet Habu
  - Templo funerario de Ramsés III
  - Templo funerario de Mentuhotep II
- Templo funerario de Amenhotep III
  - Colosos de Memnón
- Templo funerario de Merenptah
- Templo funerario de Ramsés IV
- Templo funerario de Tutmosis IV
- Templo funerario de Tutmosis III
- Templo funerario de Tausert
- Templo de Nebwenenef
- Qurna
  - Templo funerario de Seti I
- Templo funerario de Amenhotep II
- Ramesseum (templo funerario de Ramsés II)

## Necrópolis reales
- Valle de los Reyes, Ta-sekhet-ma'at.
- Valle de las Reinas, Ta Set Neferu.

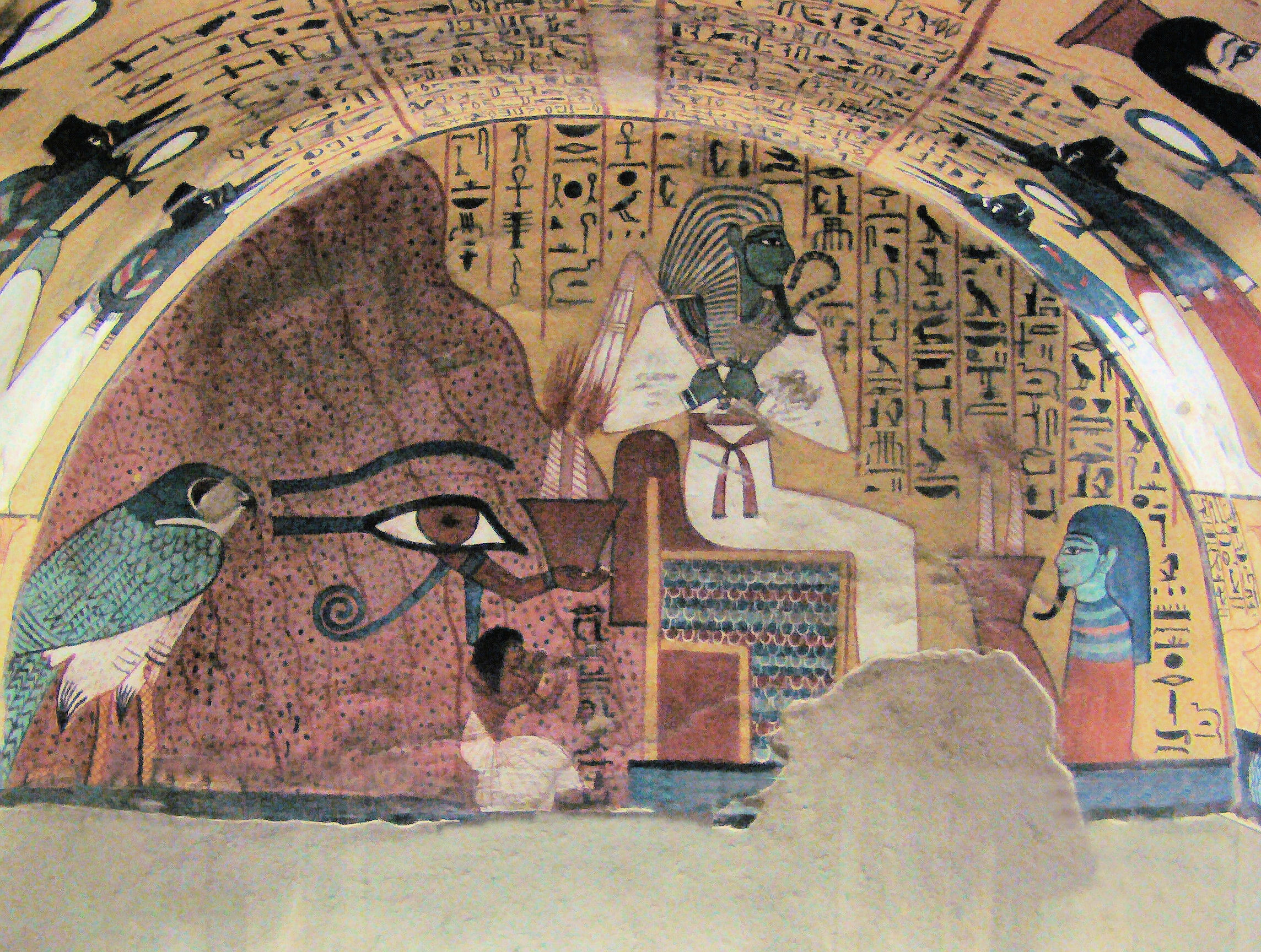
TT3, tumba del artesano Pashedu.

## Otras necrópolis
- Deir el-Medina
  - Valle de los Artesanos (tumbas de los trabajadores)
    - Tumba de Sennedyem
    - Tumba de Pashedu
    - Tumba de Inerkau
    - Tumba de Irunefer
    - Tumba de Ja
- Valle de los Nobles
  - el-Assasif
  - el-Joja
  - el-Tarif
  - Dra Abu el-Naga
  - Qurnet Murai
  - Sheij Abd el-Qurna

### Citas
1. ↑  Borchardt, Königsberger y Ricke: op. cit., pp. 5-7.
2. ↑  Galán Allué: op. cit.
3. 1 2   Ficha en Artehistoria.